# Emmy Albus
Emmy Albus (gift Liersch), född 13 december 1911 i stadsdelen Barmen i Wuppertal, förbundsland Nordrhein-Westfalen, död 20 september 1995 i Berlin, var en tysk friidrottare med löpgrenar som huvudgren. Albus var en pionjär inom damidrott. Hon var världsrekordhållare i stafettlöpning 4x100 meter och blev förste Europamästare i stafettlöpning då hon tog guldmedaljör vid EM i friidrott 1938 (det första EM där damtävlingar var tillåtna även om herrtävlingen hölls separat i Paris).

## Biografi
Emmy Albus föddes 1911 i västra Tyskland. Efter att hon börjat med friidrott tävlade hon i kortdistanslöpning, stafettlöpning och längdhopp. Senare gick hon med i idrottsföreningen "Barmer TV 1846". Därefter tävlade hon för "Sport-Club Charlottenburg" i Berlin. Senare gick hon med i "SSV Wuppertal 04" (idag Wuppertaler SV) där hon stannade under resten av sin aktiva tid.
Den 21 juni 1936 satte hon världsrekord i stafettlöpning 4 x 100 meter (med Käthe Krauß, Emmy Albus som andre löpare, Marie Dollinger och Grete Winkels) vid tävlingar i Köln.
1936 tog hon sin första tyska mästarmedalj då hon vann brons i löpning 100 meter vid tävlingar 11–12  juli i Berlin. 1938 vann hon silvermedalj på distansen.
Senare under 1936 deltog Albus vid de Olympiska sommarspelen i Berlin där hon slutade på 4:e plats i löpning 100 meter. Hon tävlade även med stafettlaget på 4 x 100 meter. Under försöksheaten den 8 augusti satte laget (med Emmy Albus som förste löpare, Käthe Krauss, Marie Dollinger och Ilse Dörffeldt) nytt världsrekord på distansen. Under finalen den 9 augusti tappades stafettpinnen vid det sista bytet (mellan Dollinger och Dörffeldt), varpå laget diskvalificerades. Rekordet skulle dock stå sig till 1952. Under OS tävlade hon även i löpning 100 meter, där hon slutade på en 6.e plats.
1937 blev hon även tysk mästare i stafettlöpning 4x100 meter. Hon försvarade titeln 1938.
1938 deltog hon vid EM i friidrott 17 september–18 september på Praterstadion i Wien. Under tävlingarna tog hon guldmedalj i stafettlöpning 4x100 meter med 46,8 sek (med Josephine Kohl, Käthe Krauss, Emmy Albus som tredje löpare och Ida Kühnel). Under EM tävlade hon även i löpning 100 meter där hon slutade på en 6.e plats.
1958 gifte hon sig med Walter Liersch. Senare drog hon sig tillbaka från tävlingslivet. Albus dog 1995 i Berlin-Charlottenburg.